# Titik (Semen)
Titik is een bestuurslaag in het regentschap Kediri van de provincie Oost-Java, Indonesië. Titik telt 1999 inwoners (volkstelling 2010).